# 教會親王
教會親王通常是指天主教的樞機。

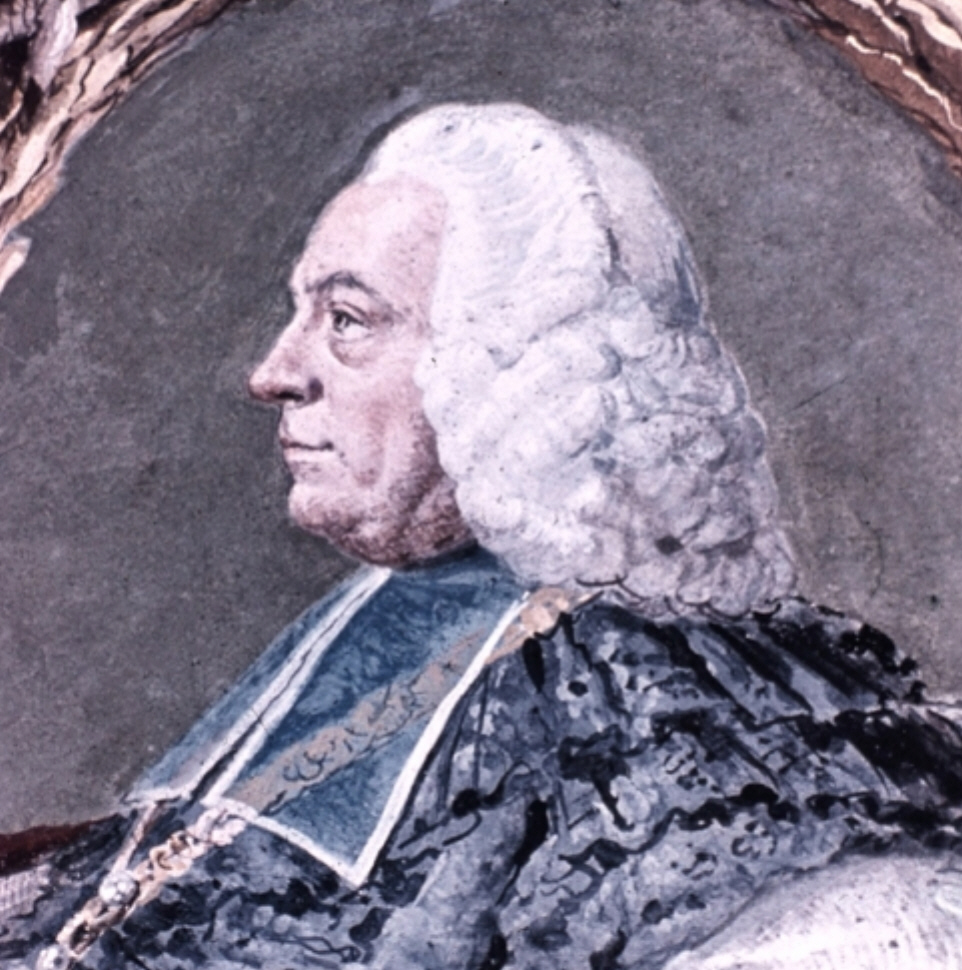
維爾茨堡教會親王：卡爾·菲利普·馮·格萊芬克勞-沃爾拉斯

歷史上這個詞也被用來稱呼掌控一個地方政權的神職人員，或是教會中擁有等同於親王的地位者，也稱作親王主教。
在早期歐洲的分封制中常常將高級教士，主要是教長，視同為如同各王公貴族般的特權階級。這些高階教士如主教等常常晉身在貴族之中，並獲得議會的席位，像是在英國上議院的有議席的主教以及匈牙利王國的首席王公主教們。
雖然在歐洲，從古至今因為長子繼承制的關係，貴族的次子、三子甚至私生子等常常进入天主教会担任教职，以尋求更好的發展，而裙帶關係使得這些貴族常常升任教廷中的高階地位，包括教宗，而主教、王公主教等更是所在多有，許多高階神職人員剃髮前就有貴族的身分，當他們還俗後自然也還是貴族；不過這些屬於個別案例。